# بنجامین هابنر

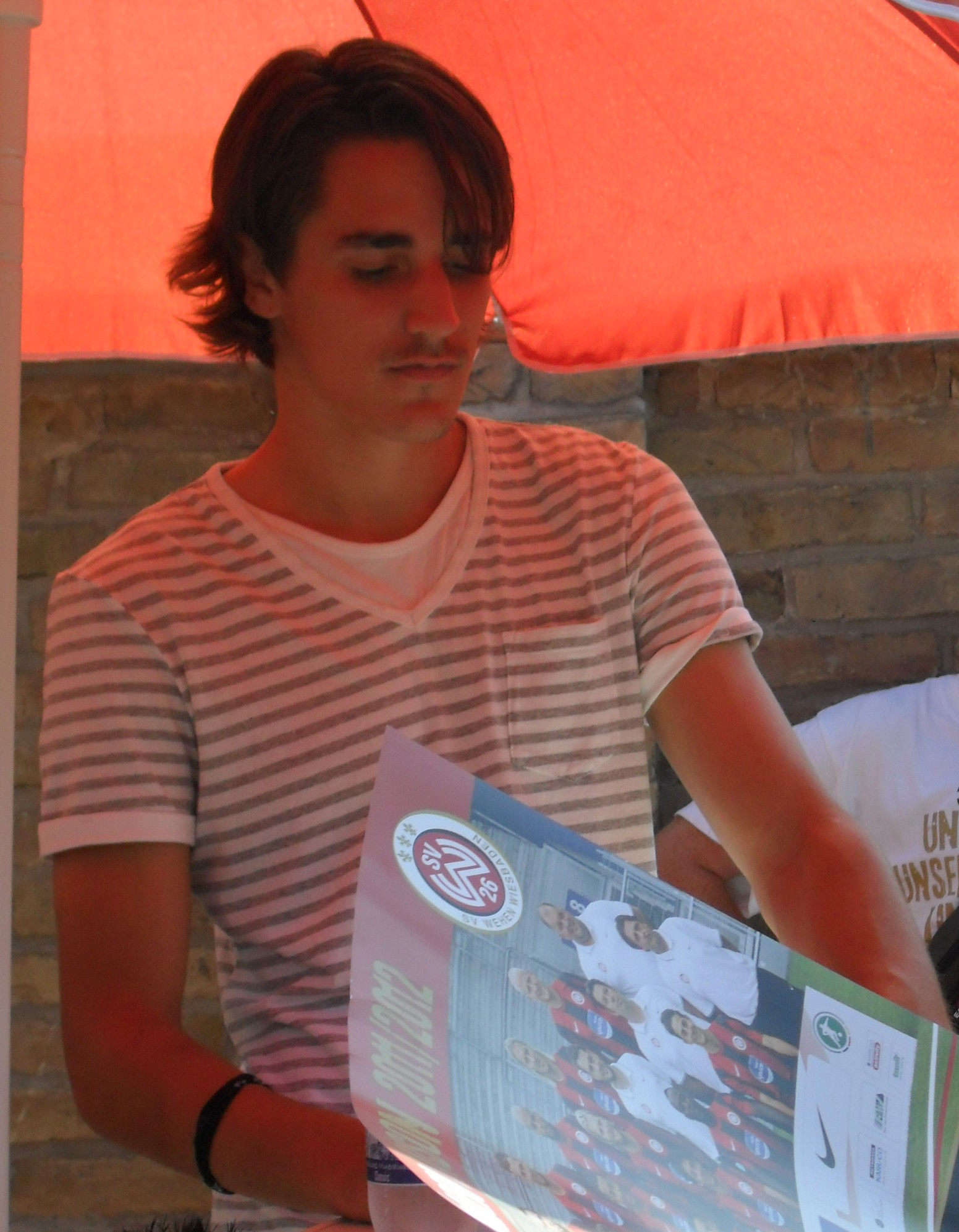
بنجامین هابنر در سال ۲۰۱۱

بنجامین هابنر (انگلیسی: Benjamin Hübner؛ زادهٔ ۴ ژوئیهٔ ۱۹۸۹) بازیکن فوتبال اهل آلمان است.
از باشگاه‌هایی که در آن بازی کرده‌است می‌توان به باشگاه فوتبال اینگولشتات ۰۴، باشگاه فوتبال هوفنهایم، باشگاه فوتبال وهن ویسبادن، و باشگاه فوتبال وی‌اف‌آر آلن اشاره کرد.